# CNET

CBS 인터랙티브의 인수 전 CNET 네트워크의 로고.

CNET(씨넷, c|net)은 전 세계에 기술 및 전자제품에 대한 리뷰, 뉴스, 기사, 블로그, 팟캐스트를 출판하는 미국의 기술 미디어 웹사이트이다. 1994년에 Halsey Minor와 Shelby Bonnie가 설립하였다.
CNET은 여러 지역 및 언어로 운영되고 있다. 여기에는 영국, 호주, 중국, 일본, 프랑스, 독일, 대한민국, 스페인이 포함된다.

## CNET 섹션
- 리뷰
- 뉴스 (이전 이름: News.com)
- 블로그
- 다운로드
- CNET TV
- How To